# Stare Miasto (Biała)
Stare Miasto (niem. Altstadt) – dawna wieś, obecnie część miasta Biała, która obejmuje obszar w okolicy ul. Stare Miasto.

## Historia

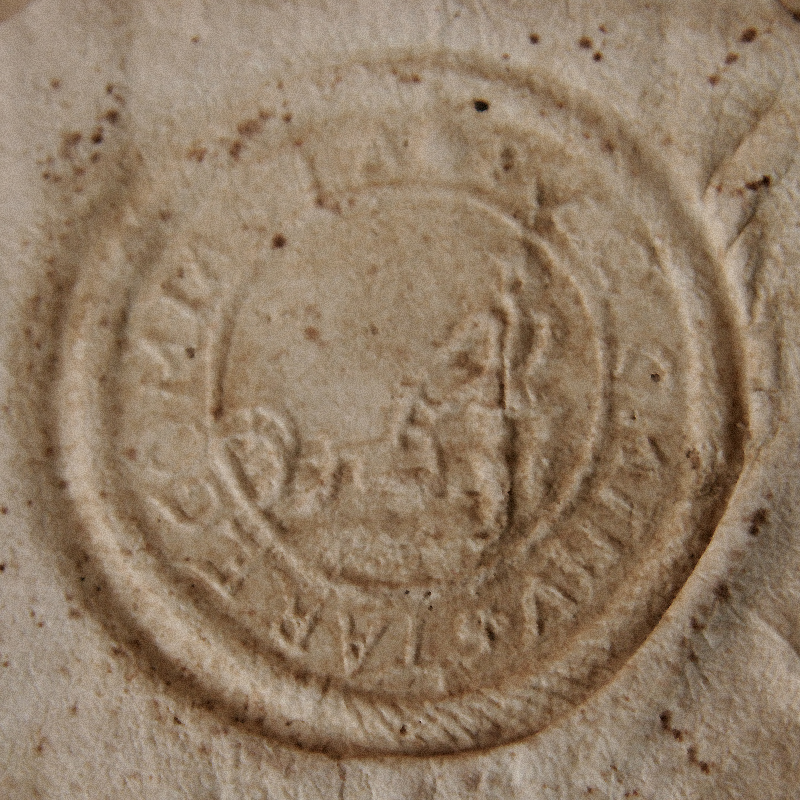
Pieczęć Starego Miasta (1722)

Do 1742 wieś należała do powiatu sądowego bialskiego w Monarchii Habsburgów. Po I wojnie śląskiej znalazła się w granicach Królestwa Prus i weszła w skład powiatu prudnickiego w prowincji Śląsk.

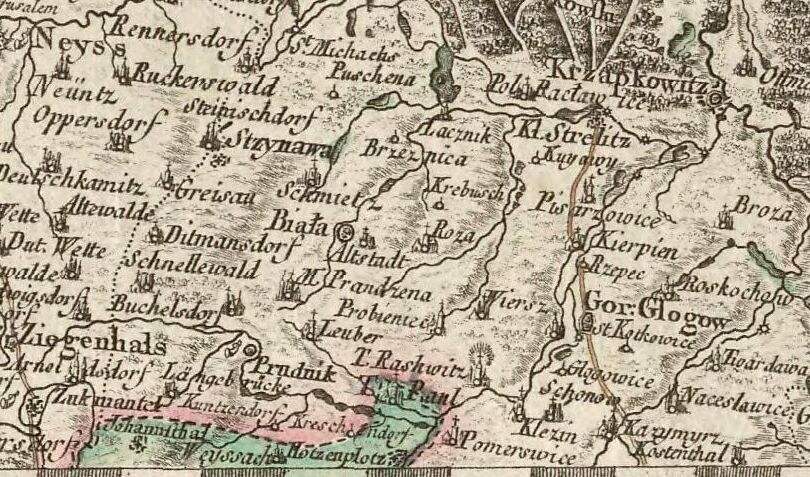
Stare Miasto (Altstadt) wśród miejscowości ziemi prudnickiej na polskojęzycznej mapie z 1772

Wieś posiadała swoją własną pieczęć, która przedstawiała w polu chłopa orzącego pługiem skierowanego w prawą stronę, nad pługiem dwa ptaki, a w otoku napis: Gemeinde Altstadt / Kreis Neustadt O.-S. (pol. Gmina Stare Miasto / Powiat Prudnicki, Górny Śląsk).
1 grudnia 1885 w Starym Mieście mieszkało 565 osób, a w 1927 – 622. Według spisu ludności z 1 grudnia 1910, na 622 mieszkańców Starego Miasta 115 posługiwało się językiem niemieckim, 466 językiem polskim, a 41 było dwujęzycznych. W 1921 w zasięgu plebiscytu na Górnym Śląsku znalazła się tylko część powiatu prudnickiego. Stare Miasto znalazło się po stronie zachodniej, poza terenem plebiscytowym.
Miejscowość została włączona do Białej 1 kwietnia 1938. 1 czerwca 1948 r. nadano miejscowości, wówczas administracyjnie związanej z Białą, polską nazwę Stare Miasto. W spisie gromad i miejscowości w powiecie prudnickim na dzień 1 stycznia 1953 wymieniono Stare Miasto jako przedmieście Białej.

## Turystyka
Przez Stare Miasto prowadzą szlaki rowerowe:
- Trasa rowerowa PTTK nr 261-c: Biała – Stare Miasto – Solec – Olbrachcice – Wierzch – Wilków – Rostkowice – Gostomia – Krobusz – Radostynia – Mokra – Łącznik – Brzeźnica – Górka Prudnicka – Ligota Bialska – Biała
- Trasa rowerowa PTTK nr 262-z: Biała – Stare Miasto – Solec – Rostkowice – Gostomia – Nowa Wieś Prudnicka – Urszulanowice – Moszna – Ogiernicze – Łącznik – Chrzelice – Rzymkowice – Pogórze – Frącki – Brzeźnica – Górka Prudnicka – Ligota Bialska – Biała